# Trophée Kopa 2023
Navigation
Édition précédente Édition suivante
Le Trophée Kopa 2023 est la cinquième édition du Trophée Kopa. Organisé par le magazine France Football, il récompense le meilleur joueur de moins de 21 ans de la saison 2022-2023. Au cours de la même cérémonie, il est également décerné le Ballon d'or pour le meilleur footballeur, le Ballon d'or féminin pour la meilleure footballeuse, le Trophée Yachine pour le meilleur gardien ainsi que le trophée Gerd Müller du meilleur buteur, le prix du Club de l'année et le prix Sócrates qui met à l'honneur l'engagement d'un footballeur ayant réalisé des actions solidaires et humanitaires.

## Trophée Kopa
Les dix nommés sont connus le 6 septembre 2023.
Jude Bellingham reçoit le trophée Kopa le 30 octobre 2022. Ce trophée vient récompenser une saison 2022-2023 durant laquelle il a joué 51 matches dont les huitièmes de finales de Ligue des Champions et les quarts de finale de la Coupe du monde de football.
Le jury est constitué des vainqueurs encore en vie des Ballons d'or précédents. Pour le trophée Kopa 2023, 31 vainqueurs encore vivants pouvaient voter et 25 l'ont fait (en gras) :
- quatre Allemands Franz Beckenbauer, Karl-Heinz Rummenigge, Lothar Matthäus et Matthias Sammer,
- quatre Brésiliens Ronaldo, Rivaldo, Ronaldinho et Kaká,
- quatre Français Michel Platini, Jean-Pierre Papin, Zinédine Zidane et Karim Benzema,
- trois Italiens Roberto Baggio, Gianni Rivera et Fabio Cannavaro,
- trois Ukrainiens Oleg Blokhine, Igor Belanov et Andriy Chevtchenko,
- deux Anglais Kevin Keegan et Michael Owen,
- deux Néerlandais Ruud Gullit et Marco van Basten
- deux Portugais Cristiano Ronaldo et Luís Figo,
- le Croate Luka Modrić, l'Argentin Lionel Messi, le Bulgare Hristo Stoitchkov, le Danois Allan Simonsen, l'Écossais Denis Law, le Libérien George Weah et le Tchèque Pavel Nedvěd.

Les anciens Ballons d'or devaient fournir une liste de trois footballeurs (sur dix joueurs préalablement établie par la rédaction de France Football), répondant aux efforts méritocratiques suivants :
1. Performances individuelles et collectives (palmarès) ;
2. Classe du joueur (talent et fair-play) ;
3. Faculté à s'inscrire dans la durée.

| Rang | Joueur            | Âge    | Club                               | Sélection nationale | Poste             | Points | %      |
| ---- | ----------------- | ------ | ---------------------------------- | ------------------- | ----------------- | ------ | ------ |
| 1    | Jude Bellingham   | 20 ans | Borussia Dortmund Real Madrid      | Angleterre          | Milieu de terrain | 90     | 40 %   |
| 2    | Jamal Musiala     | 20 ans | Bayern Munich                      | Allemagne           | Milieu de terrain | 42     | 18,7 % |
| 3    | Pedri             | 20 ans | FC Barcelone                       | Espagne             | Milieu de terrain | 33     | 14,7 % |
| 4    | Eduardo Camavinga | 20 ans | Real Madrid                        | France              | Milieu de terrain | 29     | 12,9 % |
| 5    | Gavi              | 19 ans | FC Barcelone                       | Espagne             | Milieu de terrain | 20     | 8,9 %  |
| 6    | Xavi Simons       | 20 ans | PSV Eindhoven RB Leipzig           | Pays-Bas            | Milieu de terrain | 4      | 1,8 %  |
| 7    | Alejandro Balde   | 19 ans | FC Barcelone                       | Espagne             | Défenseur         | 4      | 1,8 %  |
| 8    | António Silva     | 19 ans | SL Benfica                         | Portugal            | Défenseur         | 3      | 1,4 %  |
| 9    | Rasmus Højlund    | 20 ans | Atalanta Bergame Manchester United | Danemark            | Attaquant         | 0      | 0 %    |
| 9    | Elye Wahi         | 20 ans | Montpellier HSC RC Lens            | France espoirs      | Attaquant         | 0      | 0 %    |

### Détail des votes[6]
| Ancien Vainqueur      | Pays d'origine | Premier           | Deuxième          | Troisième         |
| --------------------- | -------------- | ----------------- | ----------------- | ----------------- |
| Franz Beckenbauer     | Allemagne      | Jamal Musiala     | Jude Bellingham   | Xavi Simons       |
| Karl-Heinz Rummenigge | Allemagne      | Jamal Musiala     | Eduardo Camavinga | Jude Bellingham   |
| Lothar Matthaus       | Allemagne      | Jude Bellingham   | Jamal Musiala     | Pedri             |
| Matthias Sammer       | Allemagne      | Jude Bellingham   | Jamal Musiala     | Gavi              |
| Ronaldo               | Brésil         | Jude Bellingham   | Jamal Musiala     | Alejandro Balde   |
| Rivaldo               | Brésil         | Jude Bellingham   | Gavi              | Jamal Musiala     |
| Ronaldinho            | Brésil         | Jude Bellingham   | Eduardo Camavinga | Pedri             |
| Kaká                  | Brésil         | Jude Bellingham   | Jamal Musiala     | Alejandro Balde   |
| Jean-Pierre Papin     | France         | Jamal Musiala     | Jude Bellingham   | Pedri             |
| Zinédine Zidane       | France         | Jude Bellingham   | Jamal Musiala     | Eduardo Camavinga |
| Karim Benzema         | France         | Eduardo Camavinga | Pedri             | Jude Bellingham   |
| Gianni Rivera         | Italie         | Jamal Musiala     | Xavi Simons       | Gavi              |
| Fabio Cannavaro       | Italie         | Jude Bellingham   | Eduardo Camavinga | Pedri             |
| Michael Owen          | Angleterre     | Eduardo Camavinga | Jude Bellingham   | Jamal Musiala     |
| Oleg Blokhine         | Ukraine        | Jude Bellingham   | Gavi              | Eduardo Camavinga |
| Igor Belanov          | Ukraine        | Gavi              | Pedri             | Alejandro Balde   |
| Andriy Shevchenko     | Ukraine        | Jude Bellingham   | Eduardo Camavinga | Pedri             |
| Ruud Gullit           | Pays-Bas       | Jude Bellingham   | Jamal Musiala     | Pedri             |
| Marco van Basten      | Pays-Bas       | Jude Bellingham   | Pedri             | Eduardo Camavinga |
| Luis Figo             | Portugal       | Jude Bellingham   | Antonio Silva     | Eduardo Camavinga |
| Luka Modric           | Croatie        | Jude Bellingham   | Eduardo Camavinga | Gavi              |
| Lionel Messi          | Argentine      | Jamal Musiala     | Pedri             | Jude Bellingham   |
| Hristo Stoichkov      | Bulgarie       | Pedri             | Gavi              | Alejandro Balde   |
| Allan Simonsen        | Danemark       | Pedri             | Jude Bellingham   | Gavi              |
| Pavel Nedved          | Tchéquie       | Jude Bellingham   | Pedri             | Gavi              |

## Cérémonie
La cérémonie se déroule au Théâtre du Châtelet à Paris le 30 octobre 2023.